# Pegaso Z.207 Barajas
Le Pegaso Z-207 "Barajas" est un modèle de camion fabriqué par l'entreprise espagnole ENASA de 1955 à 1959. Il était équipé d'un moteur Pegaso V6 et d'une cabine en tôle ondulée mais aux lignes aérodynamiques. Il était surnommé "Barajas", nom de la ville où était implantée la nouvelle usine Pegaso, construite à dessein pour la fabrication de ce camion.

## Histoire
Après avoir lancé la production de son premier camion en 1946, l'Hispano-Suiza 66G renommé Pegaso I, offrant 7 tonnes de charge utile, à la suite de la nationalisation d'Hispano-Suiza et son intégration dans l'INI - Instituto Nacional de Industria pour créer le nouveau constructeur national espagnol ENASA, les dirigeants espagnols décident de moderniser l'offre avec un nouveau modèle, le Z-207. 

## Le Pegaso Z-207 "Barajas"
Le Pegaso Z-207 adoptait des solutions inédites en Espagne à l'époque, fruit de l'expérience et de l'ingéniosité de son directeur Wifredo Ricart, transfuge d'Alfa Romeo, comme le système d'injection directe et l'utilisation d'alliages légers d'aluminium pour la fabrication du moteur. 
Le moteur était équipé d'un arbre contrarotatif sous le vilebrequin qui rendait son fonctionnement doux et équilibré à n'importe quel régime. Il disposait de deux culasses interchangeables, une pour chaque rangée de cylindres. C'était un V6 ouvert à 120° de 7,5 litres de cylindrée développant une puissance de 110 ch DIN. Cette puissance sera portée à 120 ch en 1957. Le camion de 11,3 tonnes de PTC et 6 tonnes de charge utile pouvait atteindre la vitesse maxi de 90 km/h.
Une des caractéristiques principales du Pegaso Z-207 était sa suspension avant à roues indépendantes, comprenant deux triangles superposés avec ressorts hélicoïdaux et un amortisseur, offrant un haut niveau de confort. Cette configuration est assez rare à trouver sur les véhicules qui ont survécu car les propriétaires avaient l'habitude de remplacer rapidement ce système par une suspension à lames traditionnelle, plus fiable et capable de supporter une charge plus importante.
Il était équipé d'une boîte de vitesses à trois rapports avec convertisseur combinée avec un essieu arrière avec réducteur, ce qui portait en fait à un total de 12 vitesses.
Coté esthétique, la gamme Barajas était dotée d'une cabine au style particulier, construite avec de la tôle ondulée, caractéristique qui restera ancrée dans le monde des routiers. Sur la calandre, la croix déjà vue sur les voitures de sport de la marque refait son apparition. Ce sera la signature des camions Pegaso pendant des décennies. Au total, 5.737 exemplaires du Z-207 "Barajas" ont été fabriqués dans toutes ses versions.
Malheureusement, le Pegaso Z-207 était très coûteux à construire mais aussi à entretenir. De plus, en 1960 un nouveau concurrent est apparu sur le marché espagnol fermé, Barreiros SA, constructeur privé qui fabrique des camions lourds de conception plus simple mais plus fiable à des prix inférieurs de moitié. Cette nouvelle donne va obliger la holding d'Etat INI, dont Pegaso est une des filiales, à écarter Wifredo Ricart de la direction de Pegaso et le remplacer par Claudio Boada qui va abandonner tous les projets avant-gardistes et très coûteux de son prédécesseur et s'orienter vers des produits plus simples, moins coûteux à fabriquer et donc plus compétitifs. Il va immédiatement remplacer la gamme Z-207 "Barajas" par la nouvelle série Pegaso Comet, lancée en 1961, beaucoup plus conventionnelle et bien moins chère et qui obtiendra un bon succès commercial. La série Comet a été réalisée sous licence et intégrait de nombreux composants Leyland Motors.

## Modèles dérivés
Le Pegaso Z-207 était la version porteur 4x2 de base. Le Pegaso Z-702 était la version tracteur de semi-remorques de 10 tonnes. Pegaso avait aussi étudié une version 4x4 baptisée Z-213 qui ne sera jamais fabriquée. Pegaso avait également envisagé une version autobus, le Z-407, équipé du même moteur V6 placé à l'arrière, version restée au stade de prototype. Par contre, Pegaso a lancé le Pegaso Viberti Monotral, une gamme d'autocars et autobus conçus et réalisés avec l'aide du carrossier italien Viberti qui céda les licences correspondantes.